# Club Deportivo Everest
Maillots
Le Club Deportivo Everest est un club équatorien de football basé à Guayaquil, fondé le 2 février 1931.
Le club doit son nom au Mont Everest. Il est résident de l'Estadio Alejandro Ponce Noboa, mais utilise également régulièrement l'Estadio Modelo Alberto Spencer.
Le club évolue depuis 1983 à un niveau modeste (la Segunda Categoria, l'équivalent de la troisième division) mais a participé pendant dix saisons à la première division du Championnat d'Équateur, connue comme la Série A, dont il a même remporté l’édition 1962. 

## Palmarès
- Championnat d'Équateur (Série A) (1)[2]
  - 1962